# 理科I
理科I （りかいち）は、1982年から施行された学習指導要領において、物理・化学・生物・地学の4領域の総合基礎科目として設置された高等学校理科の科目である。標準単位数は4単位。

1973年から施行された学習指導要領において、理科の選択必履修科目として設定された総合科目の「基礎理科」をベースにしているが、理科Iは、高等学校理科における総合科目として全員必修とした違いがある。

1985年から共通一次試験の全受験生の必須科目として課せられたが、1987年に共通一次試験の必須科目から削除され、ほとんどの大学が普通科・理数科在籍者の選択を認めなくし、また試験科目として課す私立大も僅少だったことから、科目として形骸化し、1989年の学習指導要領改定において廃止された。

なお、1994年度以降、同趣旨の科目として「総合理科」とIAを付した科目が設けられた。また2003年度以降、本科目に相当する科目として理科総合Aと理科総合B(合わせて4単位)および「理科基礎」(2単位)が設けられ、前記3科目のいずれかを必修にすることにより、必修の理科総合課目が復活したものの、2012年の学習指導要領改訂により理科総合A・理科総合B・理科基礎は廃止になり、同趣旨の科目として「科学と人間生活」が設けられた。
ただし、「科学と人間生活」は、「物理基礎」・「化学基礎」・「生物基礎」・「地学基礎」の4科目のうちいずれか3科目以上を履修することで履修しなくてよい科目になったため、高等学校理科における総合科目は、1981年以前のような選択必履修科目に戻った。
☆指導要領に示された内容は次のとおりである。
(1)力とエネルギー
力と運動・落体の運動・仕事と熱・エネルギーの交換と保存
(2)物質の構成と変化
物貿の構成単位・物質の成分元素・物質量・化学変化とその量的関係
(3)進化
細胞とその分裂・生殖と発生・遺伝と変異・生物の進化
(4)自然界の平衡
地球の運動・地球の形状・地球の熱収支・生態系と物質循環
(5)人間と自然
資源・太陽エネルギー・原子力の活用・自然環境の保全